# José-Karl Pierre-Fanfan
José-Karl Pierre-Fanfan, né le 26 juillet 1975 à Saint-Pol-sur-Mer, est un footballeur français.

## Biographie

### Débuts à Dunkerque (1993-1997)
Issu d'une famille martiniquaise, José-Karl Pierre-Fanfan réalise ses premiers pas au ERNS Saint-Pol-sur-Mer, à Grande-Synthe puis au FC Dunkerque-Malo.
En professionnel, tout commence à l'USL Dunkerque, en 1993. Dans sa région natale, le natif de Saint-Pol-sur-Mer doté d’un gabarit imposant (1,89 m pour 86 kg) étonne et attise les convoitises. Après quatre années de bons et loyaux services, Pierre-Fanfan rejoint le prestigieux RC Lens.

### RC Lens (1997-2001)
C'est au marquage de Joël Tiéhi, ancien Lensois, alors attaquant de l'équipe de Saint-Leu que Jean-Luc Lamarche, chargé du recrutement du RC Lens en 1997, remarque Pierre-Fanfan qui évolue en National 1 avec Dunkerque.
José-Karl Pierre-Fanfan découvre la Ligue 1. Chez les Sang et Or, il joue douze matches et est sacré champion de France 1998. Quelques mois auparavant, Pierre-Fanfan subit une double fracture tibia-péroné. Il ne devient réellement titulaire que deux saisons après, lors de la saison 1999-2000 où il joue 26 matchs de championnat (2 buts). Quatre ans après avoir rejoint le stade Bollaert, il s’envole pour le Sud, direction l'AS Monaco.

### Deux ans à Monaco (2001-2003)
Quand José-Karl Pierre-Fanfan débarque en Principauté à l'orée de la saison 2001-2002, il sort de quatre années convaincantes au RC Lens. Le nom du Martiniquais se murmure alors même dans les coulisses de l'équipe de France et deux des clubs européens les plus prestigieux, Arsenal et le Bayern Munich, souhaitent le recruter. Mais devant l'indemnité de transfert réclamée (environ 12 M€) par le club de Gervais Martel, seul Monaco fait l'effort et verse près de 10 M€ pour arracher Pierre-Fanfan.
Monaco vient de perdre Philippe Christanval et recherche un remplaçant disposé aux joutes physiques. Henri Banchieri, directeur sportif de Monaco, souffle alors le nom de Pierre-Fanfan au président Jean-Louis Campora. Et le club asémiste l’engage contre la somme de 55 millions de francs. Aux côtés de Rafael Márquez, il n'arrive pas à s'imposer et l'éclosion de Sébastien Squillaci lors de sa deuxième saison le pousse sur le banc. Utilisé comme latéral droit, Pierre-Fanfan ne convainc pas plus.
Il est prêté au Paris Saint-Germain lors de la saison 2003-2004, préférant la pression parisienne plutôt que la place de latéral droit proposée par Didier Deschamps. Lors du PSG-Monaco en début de saison, Pierre-Fanfan blesse grièvement son ex-coéquipier Shabani Nonda. Il s’engage définitivement avec Paris dès la saison suivante, contre 1,5 million d'euros.

### Deux saisons à Paris (2003-2005)
Même s’il joue peu, Pierre-Fanfan conserve une belle cote et rebondit au Paris Saint-Germain. Il est prêté en début de saison 2003-2004, avec option d'achat. Mais, les premières prestations de l'ancien Lensois à Paris, conjuguées à trois défaites du club et à huit buts encaissés, concentrent le feu des critiques sur sa personne. Le PSG enchaîne ensuite quatre succès en autant de matchs et l'association Déhu - Pierre-Fanfan s'impose. José est complémentaire avec Déhu, l'un est puissant et présent au marquage, l'autre a une grande technique et une vision de jeu exemplaire. Le martiniquais devient l’un des piliers de la défense parisienne avec Bernard Mendy, Déhu, Juan Pablo Sorín et Gabriel Heinze. Il joue 34 matchs, est vice-champion de France et le PSG lève l'option d'achat de 2 millions d'euros.
L'année suivante, José-Karl Pierre-Fanfan participe pour la première fois de sa carrière à la Ligue des champions. Il est le capitaine du Paris Saint-Germain lors de sa défaite contre Chelsea (3-0), en septembre 2004, en phase de poules. Cette rencontre marque alors le retour du PSG en C1 après trois saisons d'absence. Pierre-Fanfan vit un match difficile et sort du terrain avec neuf points de suture à la suite d'un contact avec l'Islandais Eidur Gudjohnsen.
Le 24 juin 2009, après avoir annoncé sa retraite, Pierre-Fanfan se dit marqué par son expérience au Paris SG, où il a côtoyé de grands joueurs : « Le PSG, c'est un club très fort pour moi même si je suis nordiste de cœur ! Pour ma première saison à Paris, on a terminé deuxième à un point de Lyon. C'était un groupe fantastique, un super vestiaire avec Fred Déhu, Heinze, Sorin, Pedro (Pauleta), ça aurait été génial d'offrir un titre aux supporters. On a quand même gagné la Coupe de France cette année-là ». En deux ans, il joue 85 matches toutes compétitions confondues et plus de 60 matches de Ligue 1.
À l’été 2005, José Pierre-Fanfan fait partie des « indésirables » du PSG selon le président Pierre Blayau. L’ancien capitaine, parti jouer avec la Martinique quelques jours aux côtés de Sommeil, Coridon, Piquionne entre autres, ne fait pas partie des plans de l'entraîneur Laurent Fournier. Il est alors en contact avec le RCD Majorque.

### Glasgow Rangers (2005-2006)
À l’été 2005, il s’engage en faveur des Glasgow Rangers pour 3 ans où il retrouve ses anciens coéquipiers monégasques Dado Prso et Julien Rodriguez. En Écosse, le Martiniquais n'a pas la confiance d'Alex McLeish, joue très peu et ne reste qu’une saison.
Lors de son passage aux Rangers, Pierre-Fanfan commence à préparer un Diplôme Universitaire de gestion de direction sportive.

### Fin de carrière au Qatar (2007-2009)
Après quelques mois sans club, Pierre-Fanfan signe un dernier contrat avec le club d’Al-Sailiya au Qatar. Il finit sa carrière au club comme capitaine durant deux saisons. Il a alors d’autres solutions plus intéressantes sportivement, mais le Qatar lui offre un confort financier et un bon cadre de vie. Il profite de ce qu'il y a moins de matches à disputer pour terminer sa carrière en douceur.
Pendant sa seconde saison, il subit deux opérations au genou droit. On lui décèle aussi une anomalie cardiaque à l’occasion d’une visite médicale. Ces deux problèmes cumulés le poussent à résilier la dernière année de contrat qui le lie au Qatar Club.

### Reconversion (depuis 2010)
Après avoir pris sa retraite, il devient consultant pour Canal+ en tant "qu’homme de terrain". Il prépare aussi le "Diplôme Universitaire de Gestion des Organisations Sportives" (DUGOS) avec pour objectif de travailler dans une cellule de recrutement d’un club de l’élite.
En 2012, Pierre-Fanfan est délégué régional à l’UNFP, responsable des effectifs professionnels des régions Nord, Nord-Ouest, et région parisienne. À côté de ça, il est toujours « homme de terrain » à Canal+ et bénévole auprès de la sélection martiniquaise. Martiniquais d'origine, il aide l'équipe, pour qui il a joué à quelques reprises, en termes de restructuration afin qu’elle aille le plus loin possible dans la Gold Cup. Après avoir commencé à passer ses diplômes d'entraîneur, il passe aussi sa licence d’agent. Il s'occupe notamment du joueur Christopher Nkunku.

## Statistiques
| Saison                | Club                       | Championnat           | Championnat | Championnat | Coupe nationale | Coupe nationale | Coupe de la Ligue | Coupe de la Ligue | Supercoupe | Supercoupe | Compétition(s) continentale(s) | Compétition(s) continentale(s) | Compétition(s) continentale(s) | Total | Total |
| Saison                | Club                       | Division              | M.          | B.          | M.              | B.              | M.                | B.                | M.         | B.         | Comp.                          | M.                             | B.                             | M.    | B.    |
| 1993-1994             | USL Dunkerque              | D2                    | 1           | 0           | -               | -               | -                 | -                 | -          | -          | -                              | -                              | -                              | 1     | 0     |
| 1994-1995             | USL Dunkerque              | D2                    | 5           | 0           | -               | -               | -                 | -                 | -          | -          | -                              | -                              | -                              | 5     | 0     |
| 1995-1996             | USL Dunkerque              | D2                    | 20          | 0           | -               | -               | -                 | -                 | -          | -          | -                              | -                              | -                              | 20    | 0     |
| 1996-1997             | USL Dunkerque              | National 1            | -           | -           | 2               | 0               | -                 | -                 | -          | -          | -                              | -                              | -                              | 2     | 0     |
| 1997-1998             | RC Lens                    | D1                    | 12          | 0           | 1               | 0               | -                 | -                 | -          | -          | -                              | -                              | -                              | 13    | 0     |
| 1998-1999             | RC Lens                    | D1                    | 4           | 0           | 1               | 0               | 1                 | 0                 | -          | -          | -                              | -                              | -                              | 6     | 0     |
| 1999-2000             | RC Lens                    | D1                    | 26          | 2           | 1               | 0               | -                 | -                 | -          | -          | C3                             | 9                              | 0                              | 36    | 2     |
| 2000-2001             | RC Lens                    | D1                    | 30          | 2           | 1               | 0               | 2                 | 0                 | -          | -          | CI                             | 2                              | 0                              | 35    | 2     |
| 2001-2002             | AS Monaco FC               | D1                    | 18          | 0           | -               | -               | -                 | -                 | -          | -          | -                              | -                              | -                              | 18    | 0     |
| 2002-2003             | AS Monaco FC               | Ligue 1               | 11          | 1           | -               | -               | 1                 | 0                 | -          | -          | -                              | -                              | -                              | 12    | 1     |
| 2003-2004             | Paris Saint-Germain (prêt) | Ligue 1               | 34          | 1           | 6               | 0               | 1                 | 0                 | -          | -          | -                              | -                              | -                              | 41    | 1     |
| 2004-2005             | Paris Saint-Germain        | Ligue 1               | 33          | 1           | 3               | 1               | 1                 | 0                 | 1          | 0          | C1                             | 6                              | 0                              | 44    | 2     |
| 2005-2006             | Glasgow Rangers            | SPL                   | 7           | 1           | 1               | 0               | -                 | -                 | -          | -          | C1                             | 2                              | 0                              | 10    | 1     |
| 2007-2008             | Al-Sailiya                 | Stars League          | -           | -           | -               | -               | -                 | -                 | -          | -          | -                              | -                              | -                              | 0     | 0     |
| 2008-2009             | Al-Sailiya                 | Stars League          | 3           | 1           | -               | -               | -                 | -                 | -          | -          | -                              | -                              | -                              | 3     | 1     |
| Total sur la carrière | Total sur la carrière      | Total sur la carrière | 204         | 9           | 16              | 1               | 6                 | 0                 | 1          | 0          | -                              | 19                             | 0                              | 246   | 10    |

## Palmarès
Racing Club de Lens (2)
- Championnat de France
  - Champion en 1997-1998
- Coupe de France
  - Finaliste en 1998
- Coupe de la Ligue
  - Vainqueur en 1999

 AS Monaco (1)
- Championnat de France
  - Vice-champion en 2002-2003
- Coupe de la Ligue
  - Vainqueur en 2003

 Paris Saint-Germain (1) 
- Championnat de France
  - Vice-champion en 2003-2004

- Coupe de France
  - Vainqueur en 2004
- Trophée des champions
  - Finaliste en 2004

## Distinctions personnelles
- Élu meilleur joueur de l'année 2000 de la région Nord-Pas-de-Calais par le quotidien La Voix du Nord, a égalité avec Pascal Cygan, le lillois.